# CalorieMate
CalorieMate (カロリーメイトkarorīmeito ) es una marca de barras energéticas y alimentos de gel nutricional de Otsuka Pharmaceutical Co. en Japón. Sus productos son alternativas de consumo rápido para sustituir comidas y apagar el apetito.  
Su primer producto fue lanzado al mercado en 1983. Hoy en día existen varios tipos opciones respecto a la forma y sabor de productos de la marca: hoy en día existen las variantes Block, Jelly y Can.  
CalorieMate Block se asemeja a una galleta con forma de prisma cuadrangular con seis agujeros que se suele vender de a dos o cuatro unidades. CalorieMate Jelly es una gelatina en un envase similar a una bolsa con un pico para beber. También existe CalorieMate Can, el cual una bebida enlatada y CalorieMate Long Life, que tiene un promedio de tiempo apto para el consumo que ronda los tres años antes de la fecha de caducidad. Este último se lo suele considerar como ración de emergencia.

## Block
Con el avance de las dietas occidentales y los alimentos instantáneos durante los años 70, Otsuka Pharmaceutical Co. comenzó a realizar investigaciones sobre un producto que sea de consumo rápido para poder sustituir a la nutrición intravenosa que se suministraba a pacientes hospitalizados. Akihiko Otsuka basó la forma del producto en los bizcochos tradicionales irlandeses. 
La caja fue diseñada por el diseñador Hosoya Iwao. Inicialmente el logo estaba en escritura gótica, pero se prefirió usar la caligrafía de Tadashi Fukano. Desde entonces, el envase recibió muy pocas modificaciones posteriores además de su traducción. 
Una unidad de CalorieMate Block tiene cerca de 100 kilocalorías, mientras que CalorieMate Can en lata contiene cerca del doble. La empresa considera que era uno de los primeros productos en colocar la cantidad de calorías en el envase. Sin embargo, no se recomienda basar una dieta exclusivamente en productos de dieta suplementarios. Muchas personas malentienden que son productos bajos en calorías, por lo que lo consumen en altas cantidades pero en realidad son fuentes calóricas hechas para sustituir comidas. 
Hoy en día, junto a Pocari Sweat se volvieron los productos más emblemáticos de la empresa.

## Sabores

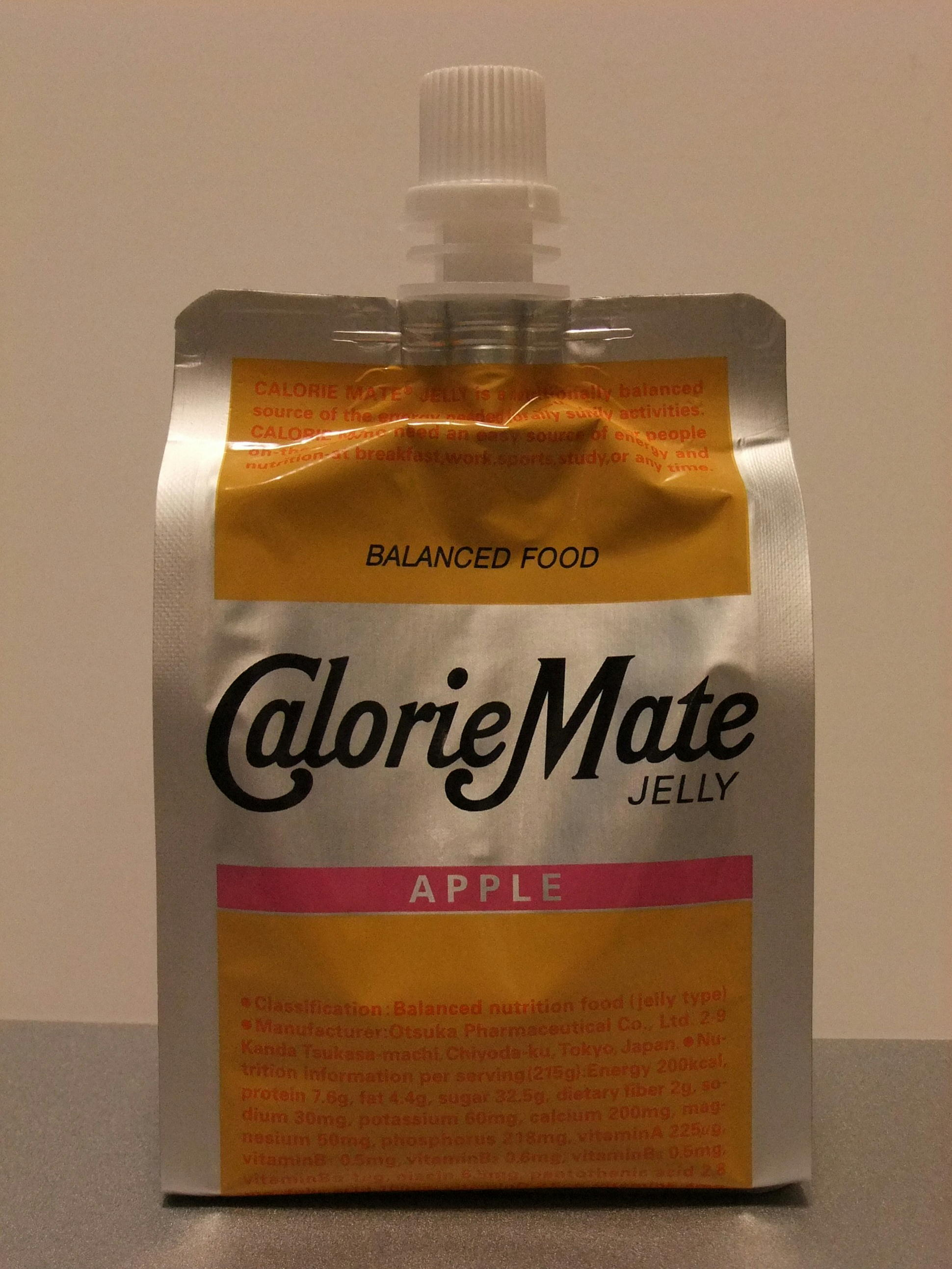
CalorieMate Jelly de manzana

### CalorieMate Block
Hasta el día de hoy, existen tres sabores de CalorieMate Block:
- Queso (1983)
- Frutal (1984)
- Chocolate (1993)
- Arce (2009)
- Vainilla (2022)
- Plain / Sin sabor (2014)[3]

### CalorieMate Jelly
Existen dos tipos de CalorieMate Jelly:
- Manzana
- Lima y pomelo

### CalorieMate Can
- Sopa de maíz
- Café con leche
- Café
- Cacao
- Yogur

## En la cultura popular
- CalorieMate aparece en el videojuego Metal Gear Solid 3: Snake Eater de 2004, y en su relanzamiento Subsistence de 2005. El ítem "CalorieMate" es un Block con sabor a chocolate (aparece como sabor arce en la versión HD de 2011). Este restaura completamente la stamina de Naked Snake cuando se consume. El juego tiene lugar en 1964, 19 años antes del lanzamiento en la vida real de CalorieMate.
- CalorieMate aparece en el videojuego Zettai Zetsumei Toshi 3.
- CalorieMate aparece en el videojuego Momotarō Dentetsu 12: Nishinihon Hen mo ari Masse! .
- En el manga Wild Adaptor de Kazuya Minekura, los bloques CalorieMate son un regalo favorito del personaje principal Minoru Tokito .
- En Full Metal Panic!, es la comida favorita de Sagara Sousuke (parodiada bajo el nombre de "CalorieMark").
- En Full Metal Panic Invisible Victory, Sousuke le da a Kaname Chidori un bloque real de CalorieMate.
- En la serie Baka to Test to Shōkanjū, la hermana del protagonista Akihisa Yoshii, Akira Yoshii, intenta obligarlo a vivir de una versión parodia de CalorieMate en conserva, llamada "CalorieMaido".
- En el manga de ayuda en inglés de OHSE Kohime, Heart Sugar Town, uno de los personajes principales decide ponerse a dieta usando un bloque "Calorie Made".
- En EarthBound aparece un elemento de curación llamado "Calorie Stick".
- En Ben-To, CalorieMate aparece ocasionalmente como una alternativa para aquellos que no obtienen un almuerzo en caja.
- En el anime Hagure Yuusha no Estética, el CalorieMate aparece como "Kelorin Mate". Su héroe Akatsuki Ousawa lo usa regularmente como último recurso de comida cuando no puede obtener una comida regular.
- En el juego Hatoful Boyfriend, el personaje jugador posee un ítem llamado "CalorieM--e" para almorzar en su caminata de clase.
- En Usagi Otoko Tora Otoko, el personaje principal, Uzuki, es visto comiendo un CalorieMate.
- En Negima, Chisame Hazegawa aparece una caja en el capítulo 191 mientras sobreviven en la jungla.
- En el manga Ping Pong de Taiyō Matsumoto, se muestra que uno de los personajes principales en el Capítulo 5 del quinto volumen consumiendo un bloque de CalorieMate, con la caja en la mano.
- En el manga "K-Days of Blue", Akira Hidaka le pregunta a Saruhiko Fushimi sobre el paquete de CalorieMate que yace en su escritorio, preguntándose si es la cena de Fushimi, lo cual confirma.
- En la versión japonesa del juego Phantasy Star hay un objeto curativo llamado Pelorie Mate.
- En No Game No Life, la hermana pequeña de Sora, come una afirmando que proporciona todas las vitaminas y nutrientes que necesita para crecer.
- En "No One Can Stop Mr. Domino!", en el nivel "Shop Til You Drop!", el jugador camina sobre una caja de CalorieMate Blocks para alcanzar un terreno más alto.
- En Charlotte (anime), mientras el protagonista Yu Otosaka se está preparando para salir de Japón, verá varias cajas de una versión parodia de CalorieMate llamada "Calorie Made", entre otros elementos que llevará consigo.
- En ChäoS, se puede ver al niño Shinjou Takeshi dando una referencia de "Calorie Block" a Miyashiro Takuru.
- En Devilman Crybaby aparece como "CalorieBuddy"
- En Wotaku ni Koi wa Muzukashī, Hirotaka come una parodia llamada "Selorie Mate" en el episodio 2 antes de salir de su casa.
- En BanG Dream! Ave Mujica, la bajista Umiri Yahata come una parodia llamada "Selorie Mate" en el episodio 10 antes de salir a tocar con sus 30 bandas, incluyendo a su banda principal Ave Mujica.